# Marise Kruger
Marise Kruger (* 17. Juli 1958 in Lyttelton, Pretoria) ist eine ehemalige südafrikanische Tennisspielerin.

## Karriere
1976 gewann sie den Juniorinnentitel bei den US Open. Im Finale besiegte sie Lucia Romanov mit 6:3 und 7:5. Im Dezember gewann sie auch noch den Orange Bowl, das nach den vier Grand-Slams bedeutendste Juniorinnenturnier. 
Auf der WTA Tour holte sie insgesamt einen Einzel- und fünf Doppeltitel. 1979 stand sie im Doppelhalbfinale der French Open.

## Turniersiege

### Einzel
| Nr. | Datum     | Turnier    | Kategorie          | Belag | Finalgegnerin | Ergebnis |
| --- | --------- | ---------- | ------------------ | ----- | ------------- | -------- |
| 1.  | Juni 1977 | Chichester | WTA Non-Tour Event | Rasen | Bunny Bruning | 6:2, 6:2 |

### Doppel
| Nr. | Datum          | Turnier     | Kategorie          | Belag     | Partnerin         | Finalgegnerinnen             | Ergebnis      |
| --- | -------------- | ----------- | ------------------ | --------- | ----------------- | ---------------------------- | ------------- |
| 1.  | Mai 1977       | Rom         | WTA Colgate Series | Sand      | Brigitte Cuypers  | Bunny Bruning Sharon Walsh   | 3:6, 7:5, 6:2 |
| 2.  | Juni 1977      | Chichester  | WTA Non-Tour Evnet | Rasen     | Elizabeth Vlotman | C. Molesworth Naoko Satō     | 6:2, 6:1      |
| 3.  | August 1978    | Mahwah      | WTA Colgate Series | Hartplatz | Ilana Kloss       | Barbara Potter Pam Whytcross | 6:3, 6:1      |
| 4.  | September 1978 | San Antonio | WTA Colgate Series | Hartplatz | Ilana Kloss       | Laura duPont Françoise Dürr  | 6:1, 6:4      |
| 5.  | Mai 1979       | Wien        | WTA Colgata Series | Sand      | Fianne Fromholtz  | Ilana Kloss Betty-Ann Stuart | 3:6, 6:4, 6:1 |